# Linezolid
A Linezolid (INN) az oxazolidinonok közé tartozó szintetikus szisztémás antibiotikum.
Az 1980-as évek végén felfedezett, és 2000-ben engedélyezett linezolid az első, és 2009-ig az egyetlen, kereskedelmi forgalomban elérhető oxazolidinon antibiotikum. Sok antibiotikumhoz hasonlóan a linezolid is fehérjeszintézis-gátló: a baktériumok növekedését a fehérjetermelésük megbontásával állítja meg. A linezoliddal szembeni rezisztencia az 1999-es első megfigyelések óta nagyon alacsony szinten maradt, de ennek szintje emelkedhet.
A linezolid rövid ideig tartó használata során leggyakrabban fellépő mellékhatások a fejfájás, hasmenés és émelygés. A hosszabb ideig tartó alkalmazás súlyos nem kívánt hatásokkal társulhat, a linezolid csontvelő depressziót és vérlemezkeszám-csökkentést (trombocitopénia) okozhat, különösen két hetet meghaladó alkalmazás esetén.

## Védjegyezett nevek
- Zyvox

## Külső hivatkozások
- http://www.zyvox.com/